# Хернякова
Хернякова (рум. Herneacova) — село у повіті Тіміш в Румунії. Адміністративно підпорядковане місту Рекаш.
Село розташоване на відстані 392 км на північний захід від Бухареста, 24 км на північний схід від Тімішоари.

## Населення
За даними перепису населення 2002 року у селі проживали 458 осіб.
Національний склад населення села:
| Національність | Кількість осіб | Відсоток |
| -------------- | -------------- | -------- |
| румуни         | 423            | 92,4%    |
| угорці         | 19             | 4,1%     |
| словаки        | 8              | 1,7%     |
| німці          | 6              | 1,3%     |

Рідною мовою назвали:
| Мова      | Кількість осіб | Відсоток |
| --------- | -------------- | -------- |
| румунська | 444            | 96,9%    |
| словацька | 7              | 1,5%     |
| угорська  | 5              | 1,1%     |